# Слёйс

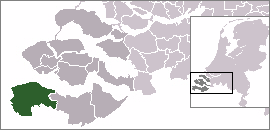
Расположение общины Слёйс на карте Нидерландов

Слёйс (нидерл. Sluis, зел. и з.-флам. Sluus) — город и община в нидерландской провинции Зеландия, находится на западе Зеландской Фландрии.
Население общины — 24 298 жителей (2003), проживающих на территории 308,41 км² (из них — 1,94 км² воды). 2040 человек проживает в самом городе.
На территории общины расположено два десятка населённых пунктов, крупнейшим из которых является Остбург. Один из них — Синт-Анна-тер-Мёйден — является самой западной точкой страны. В море, недалеко от побережья, в 1340 году произошла битва при Слёйсе, первое крупное морское сражение Столетней войны.
В городе расположен ресторан «Ауд-Слёйс», один из двух в стране, отмеченный тремя звёздами Мишлен.
На востоке территория общины граничит с общиной Тернёзен, на юге — с Бельгией.

## Галерея

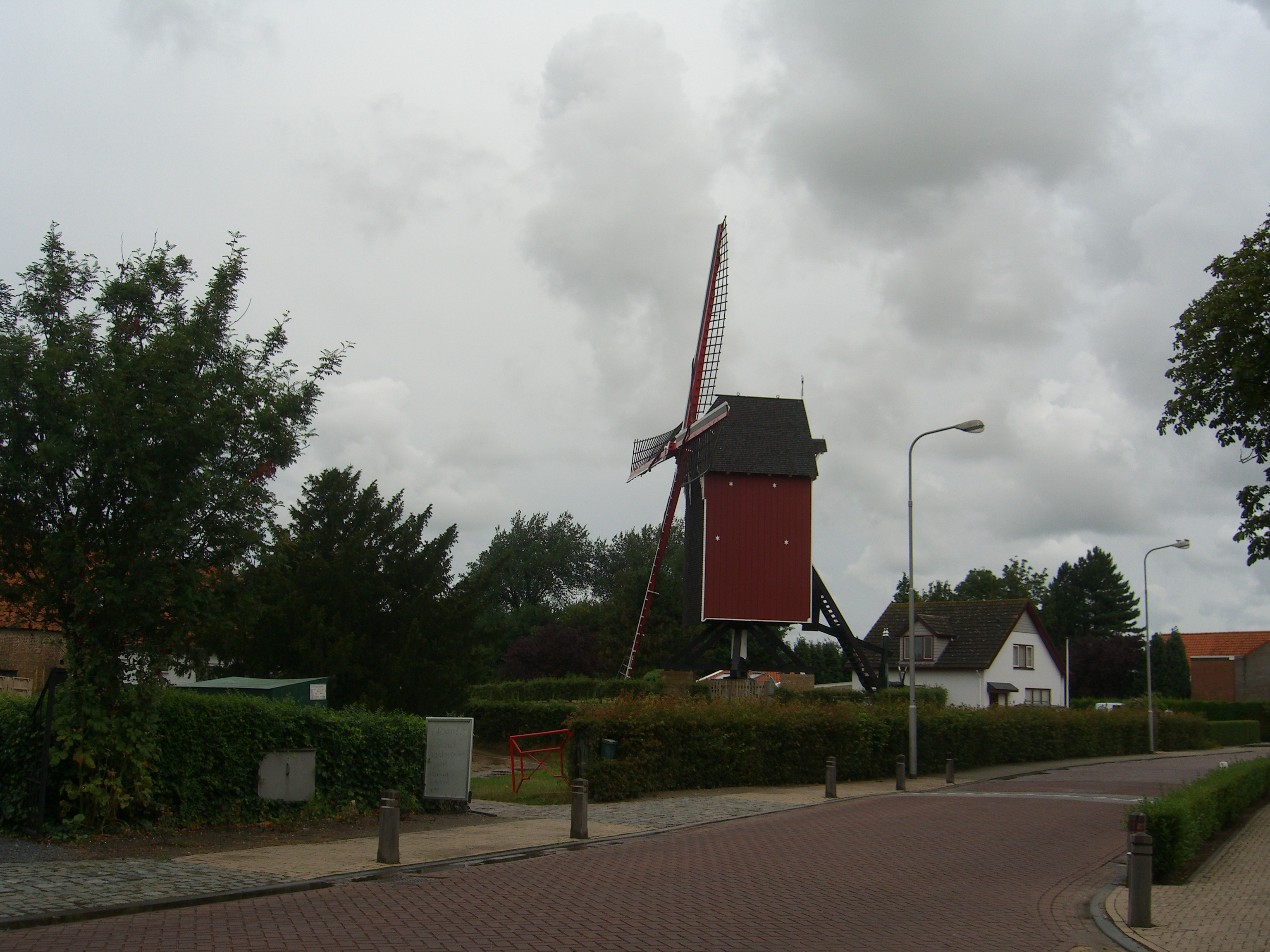
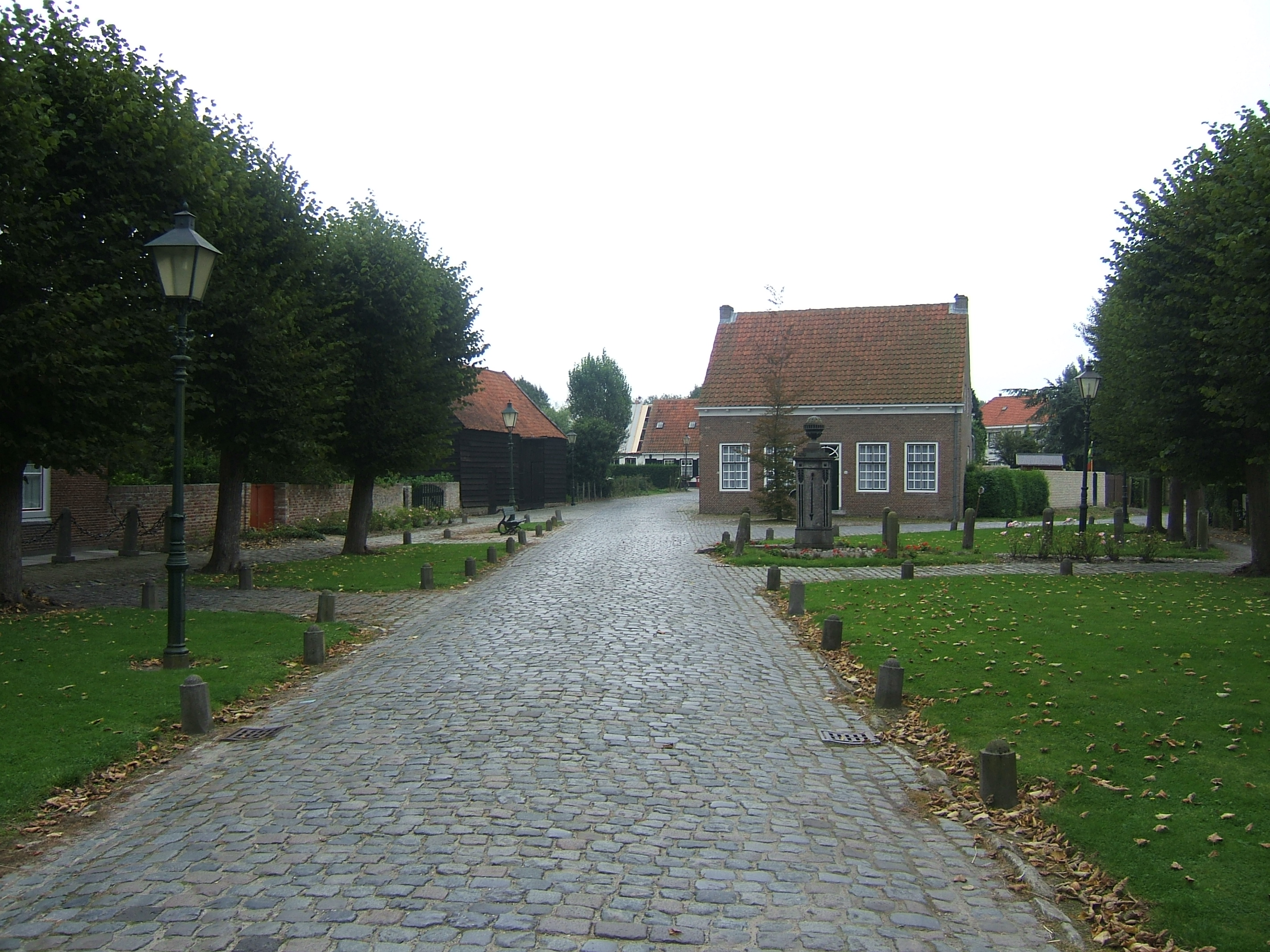
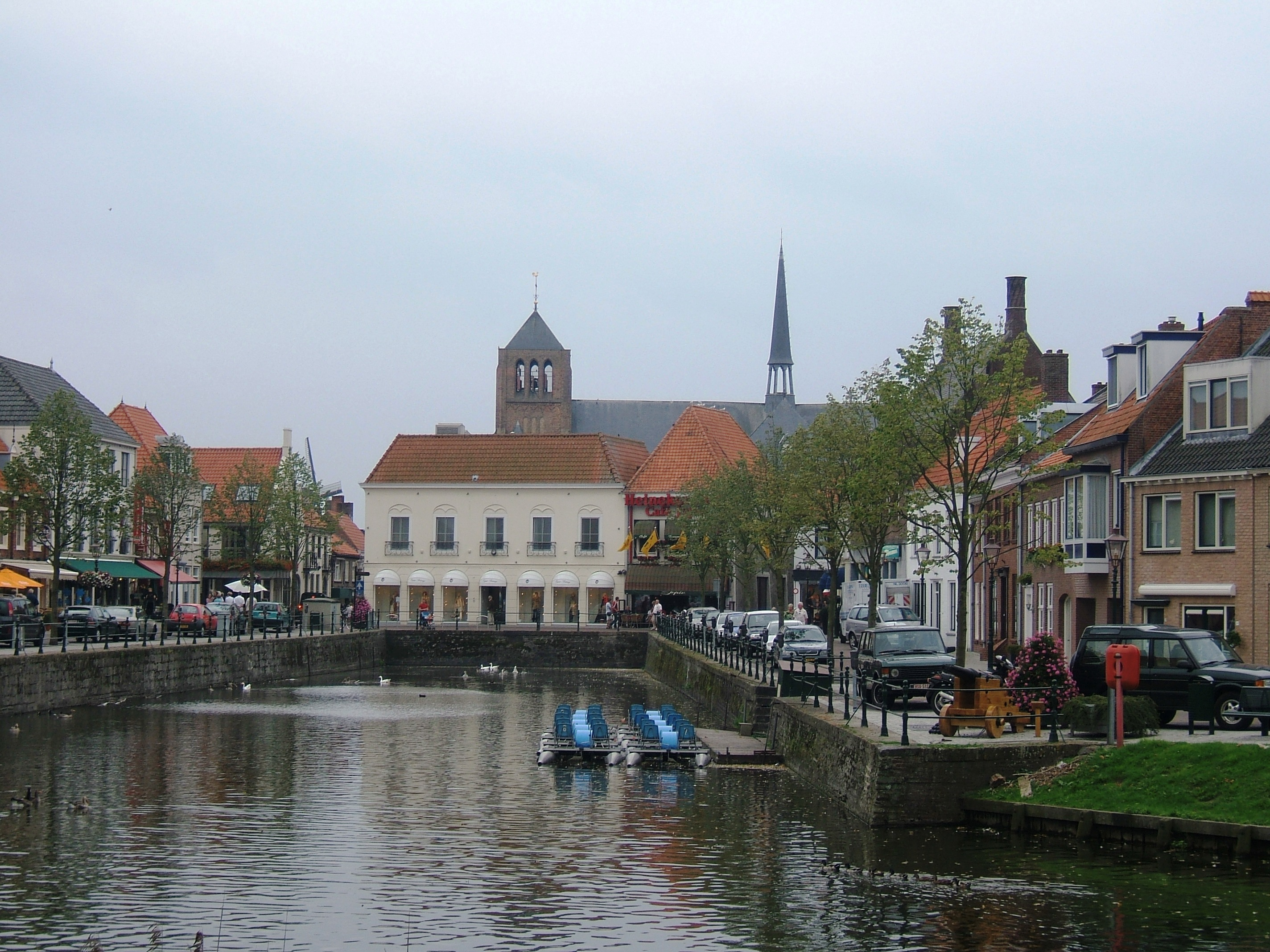
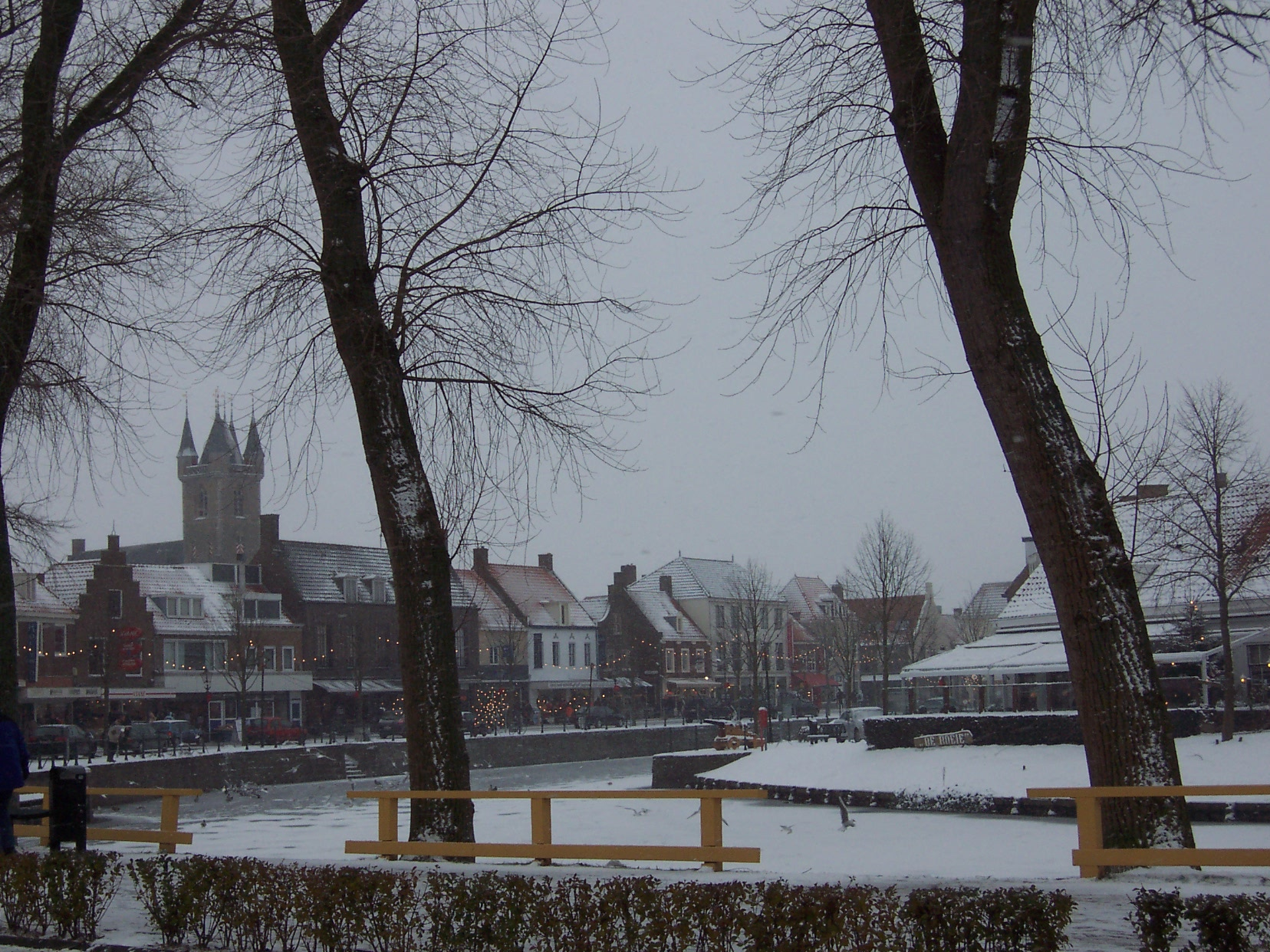
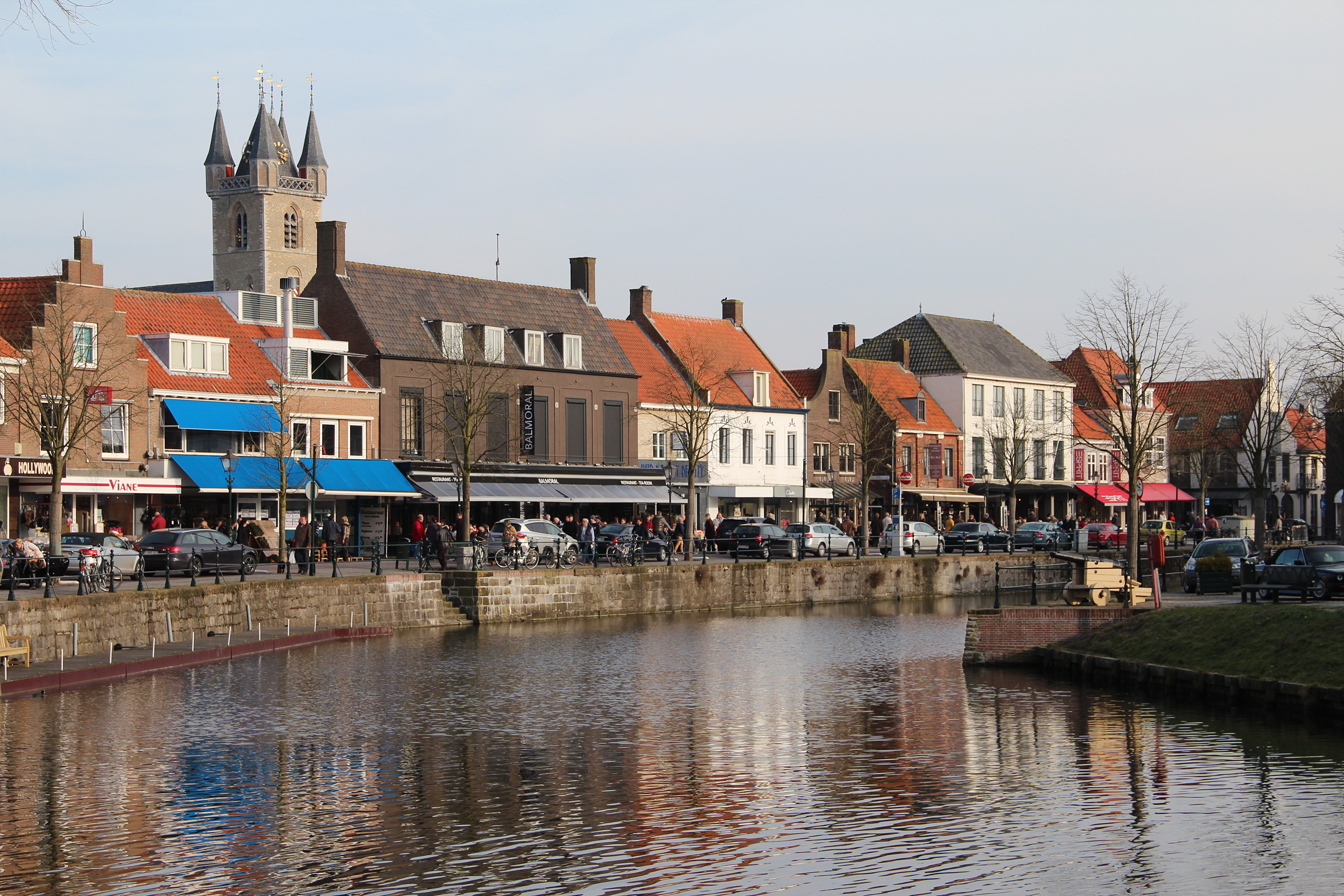